# Ховар (информационное агентство)
Национа́льное информацио́нное аге́нтство Таджикиста́на «Хова́р» (тадж. Агентии миллии иттилоотии Тоҷикистон «Ховар»; англ. National information agency of Tajikistan "Khovar"), сокр. НИАТ «Хова́р» (тадж. АМИТ «Ховар»; англ. "Khovar" NIAT) — центральное государственное информационное агентство Таджикистана. Старейшее информационное агентство в Таджикистане. Главный офис агентства расположен в центре города Душанбе, на проспекте Рудаки. Также в регионах и городах Таджикистана и в зарубежных странах (например в России, Иране, Турции, Германии, США) имеются корреспонденты агентства. Слово Хова́р с таджикского и персидского языков переводится как Восток.
Официальный сайт и новости агентства доступны на таджикском, русском, английском, персидском и арабском языках, ранее имела версию и на узбекском языке. При НИАТ «Ховар» функционирует радиостанция «FM Ховар».
31 декабря 1925 года в Душанбе (тогда столица Таджикской АССР в составе Узбекской ССР) открылось отделение Российского телеграфного агентства (РОСТА). Спустя несколько лет таджикистанское отделение РОСТА было превращено в Таджикское телеграфное агентство (ТаджикТА). В советские годы ТаджикТА являлся крупнейшим информационным агентством Таджикской ССР, имело разветвленную сеть корреспондентов и фотокорреспондентов по всему СССР.
После распада СССР и обретения независимости Таджикистаном, 10 апреля 1992 года ТаджикТА было преобразовано в Таджикское информационное агентство «Ховар» (ТИА «Ховар»). 30 апреля 2004 года было переименовано в Национальное информационное агентство Таджикистана «Ховар» при Правительстве Республики Таджикистан. Национальное информационное агентство Таджикистана «Ховар» является главным источником официальных новостей Таджикистана, ведущим  информационным агентством страны и одним аз самых авторитетных информагентств на территории стран СНГ и ШОС.
Директором НИАТ "Ховар" в настоящее время является Саидали Сиддик (Сиддик Саидали Раджабали), назначенный постановлением Правительства Таджикистана от 30 марта 2016 года.